# 增口乡
增口乡，是中华人民共和国湖南省郴州市桂东县下辖的一个乡镇级行政单位。

## 行政区划
增口乡下辖以下地区：
侃大村、增口村、白坪村、金兰村、泥湖村、江山村、马坊村和下东村。